# Le bahut va craquer
Pour plus de détails, voir Fiche technique et Distribution.
Le bahut va craquer est un film français réalisé par Michel Nerval, sorti en 1981.

## Synopsis
Gilles (Vincent Vallier) a fait ses comptes : 6 sur 20 de moyenne chez le prof de maths (Darry Cowl) comme chez celui de philo (Claude Jade), cela ne vaut plus la peine de se faire du mouron pour décrocher son bac. La petite Béatrice (Fanny Bastien), qui vit seule avec sa mère (Dany Carrel), est enceinte. Le proviseur (Michel Galabru), ouvrant les yeux devant le scandale, décide de mettre l'élève Béa à la porte. Les étudiants s'unissent pour l'empêcher de mettre son projet à exécution et le séquestrent en compagnie de "philo" et de "maths". Sans le savoir, le proviseur, le prof de maths et celui de philo vont devenir les otages des étudiants et payer le prix de leur incompréhension.

## Fiche technique
- Titre : Le bahut va craquer
- Réalisation : Michel Nerval
- Scénario : Martine Nerval
- Photographie : Jean Badal
- Montage : Monique Isnardon et Robert Isnardon
- Musique : Jean Musy
- Décors : Gérard Ollivier
- Costumes : Renée Miquel
- Producteur : Jean Lambert
- Producteur exécutif : Luc Durand
- Société de production : Paris Prociné
- Sociétés de distribution : Coline (France), Giangi Film (Italie), Océanic Films (France)
- Pays de production:  France
- Langue : Français
- Format : Couleurs — 35 mm — 1,85:1 — Son : Mono
- Genre : Comédie
- Durée : 85 minutes
- Date de sortie : 
  - France : 13 mai 1981

## Distribution
- Michel Galabru : Le proviseur
- Claude Jade : Mademoiselle Ferrand, la prof de philo
- Darry Cowl : Monsieur Maréchal, le prof de maths
- Fanny Bastien-Meunier : Bea
- Dany Carrel : Mère de Bea
- Robert Castel : Prof d'anglais
- Henri Guybet : Pion
- Jacques Monod : L'inspecteur de police
- Charlotte Walior : Muriel
- Vincent Vallier : Gilles
- Christiane Montmory : Anne
- Éric Civanyan : Francis
- Christophe Guybet : Bertrand
- Chee Meas : Yoko
- Arnaud-Didier Fuchs : Yves
- Caroline Béranger : Véronique
- Nathalie Salima : Caroline
- Jean-Pierre Edelman : Antoine
- Christophe Perreaut : Emile
- Paulette Frantz : La mère de Gilles
- Bernard Cazassus : Le père de Gilles
- Pierre Belot : Le père de Bertrand
- Dominique Delpierre : La mère de Bertrand
- Katia Tchenko : La sœur de Francis
- Serge Guirchoun (le voyou dans le bar)